# Baie de Lyme
Pour les articles homonymes, voir Lyme.
La baie de Lyme ou Lyme Bay en anglais est une portion de la Manche au sud-ouest de l'Angleterre, entre Torbay et l'île de Portland. Les comtés du Devon et du Dorset se trouvent au nord de la baie.

## Généralités
La zone autour de la baie fait partie de la Jurassic Coast, nommée ainsi en raison de sa géologie de l'époque jurassique. Cette côte va de Swanage sur l'île de Purbeck à Exmouth. Des restes fossilisés de dinosaures et d'autres reptiles ont été découverts près de Lyme Regis et Charmouth, notamment par la paléontologue Mary Anning dans les années 1820.
Le climat est tempéré par rapport au reste de l'Angleterre, notamment grâce à l'action du Gulf Stream ; la baie est donc une destination de vacances prisée. Le 22 mars 1993, quatre adolescents ont péri dans un accident de kayak.
En avril 1944, la baie a servi de site pour l'opération Tigre (Tiger), un exercice visant à utiliser les plages de Slapton pour s'entrainer au débarquement en vue du jour J. L'exercice tourna au drame quand des S-Boote allemands apparurent et tuèrent 749 soldats américains au milieu de la baie.
Un navire actuellement en construction pour la Royal Fleet Auxiliary porte le nom de la zone, le RFA Lyme Bay.

## Faune sauvage
La baie est un site connu pour la plongée. Elle comporte des épaves de tanks des entraînements provenant de l'opération Tigre, une faune marine variée et des coraux comme le Caryophyllia smithii et le Eunicella verrucosa. Les récifs de corail sont menacés par le dragage, mais seuls 20 % des récifs sont protégés.

## Villes

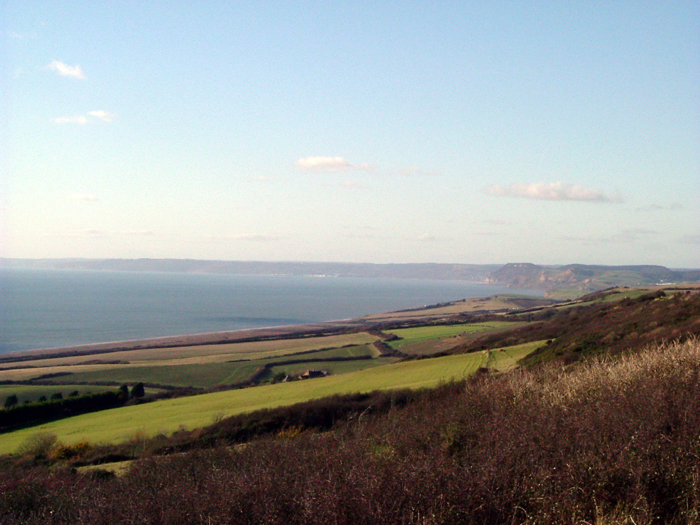
Le cap doré et le Devon, vus depuis Burton Bradstock.

- Axmouth
- Charlestown
- Dawlish Warren
- Exmouth
- Fortuneswell et l'île de Portland
- Knowle
- Lyme Regis
- Otterton
- Seaton
- Sidmouth
- West Bay

## Fleuves
- Axe
- Exe
- Otter (en)